# Atlas Building
El Atlas Building, originalmente el Columbus Savings & Trust Building, es un edificio de gran altura en el centro de Columbus (Estados Unidos). Fue construido en 1905 y diseñado por Frank Packard. Fue agregado al Registro Nacional de Lugares Históricos en 1977. El edificio ha sido objeto de dos renovaciones importantes, en 1982 y 2014.

## Historia
El Atlas Building fue diseñado por el prolífico arquitecto de Ohio Frank Packard. Fue construido para Columbus Savings & Trust Company, entonces con sede en el Spahr Building en la calle Broad.  El terreno se inició para la construcción en mayo de 1904. El proyecto de construcción del edificio, estimado en 500 000 dólares, fue adjudicado a la firma con sede en Chicago John Griffiths and Son, quien completó el edificio en 1905.
Después de que Columbus Savings and Trust Company se declarara en quiebra, el edificio fue adquirido por Depositors Realty Company en 1913.  Ese mismo año sirvió como sede original del Athletic Club de Colón. El edificio se agregó al Registro Nacional de Lugares Históricos el 15 de septiembre de 1977. 
El Atlas Building se renovó en 1982 bajo la dirección del arquitecto David C. Hughes, quien restauró las fachadas de las tiendas con hormigón prefabricado de colores. En 2011, el desarrollador inmobiliario Michael Schiff compró el edificio y en 2014 lo convirtió en apartamentos en una renovación que costó 20 millones de dólares.

## Arquitectura
El edificio Atlas de trece pisos da a la calle Long en el centro de Columbus, con su parte occidental frente a High Street, una de las dos vías principales de la ciudad. Tiene elementos ornamentales en tres segmentos distintos, rematados con una elaborada cornisa de terracota, típica de los rascacielos de la época.

## Galería

C. 1900-1915
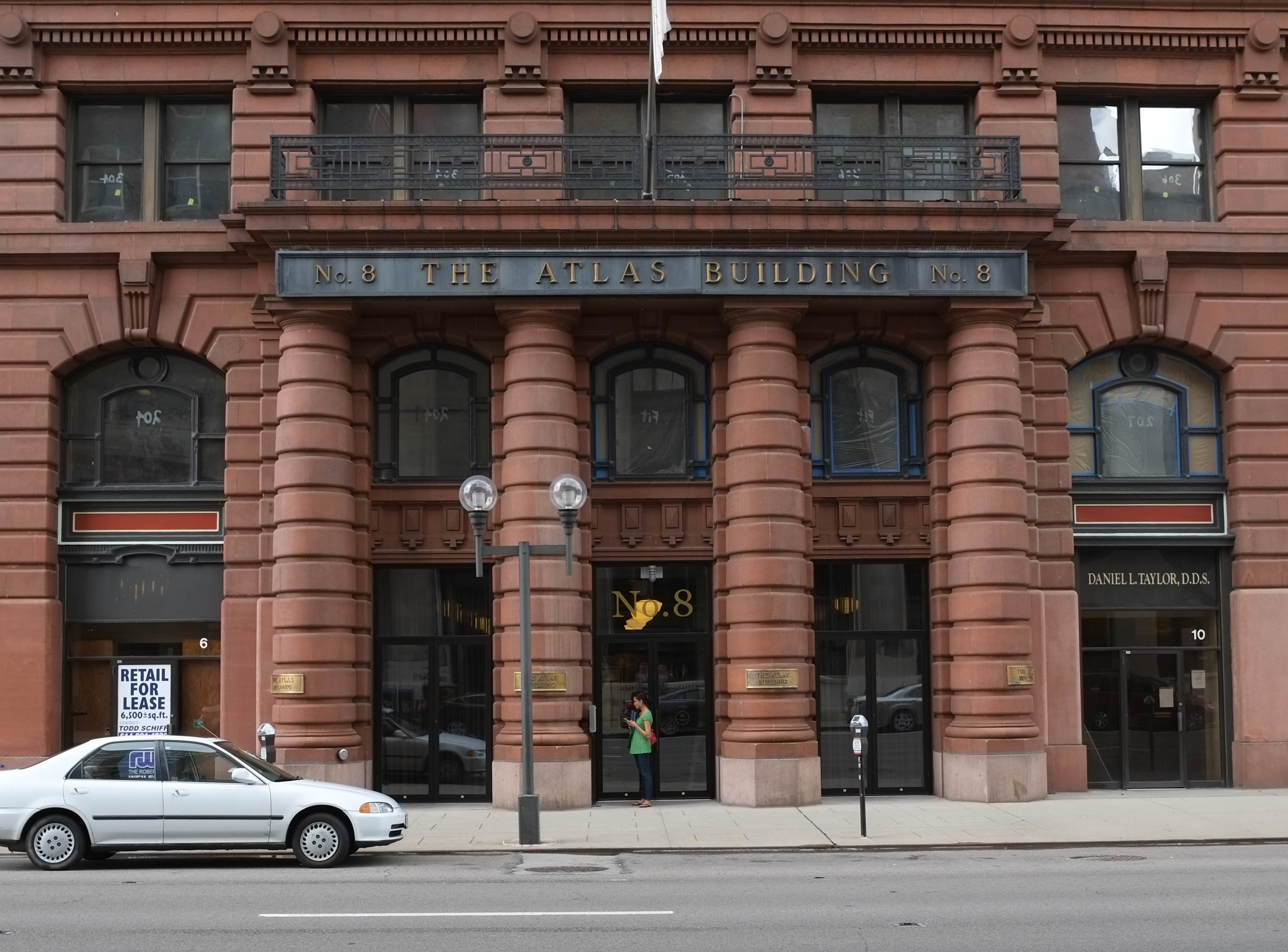
Entrada frontal
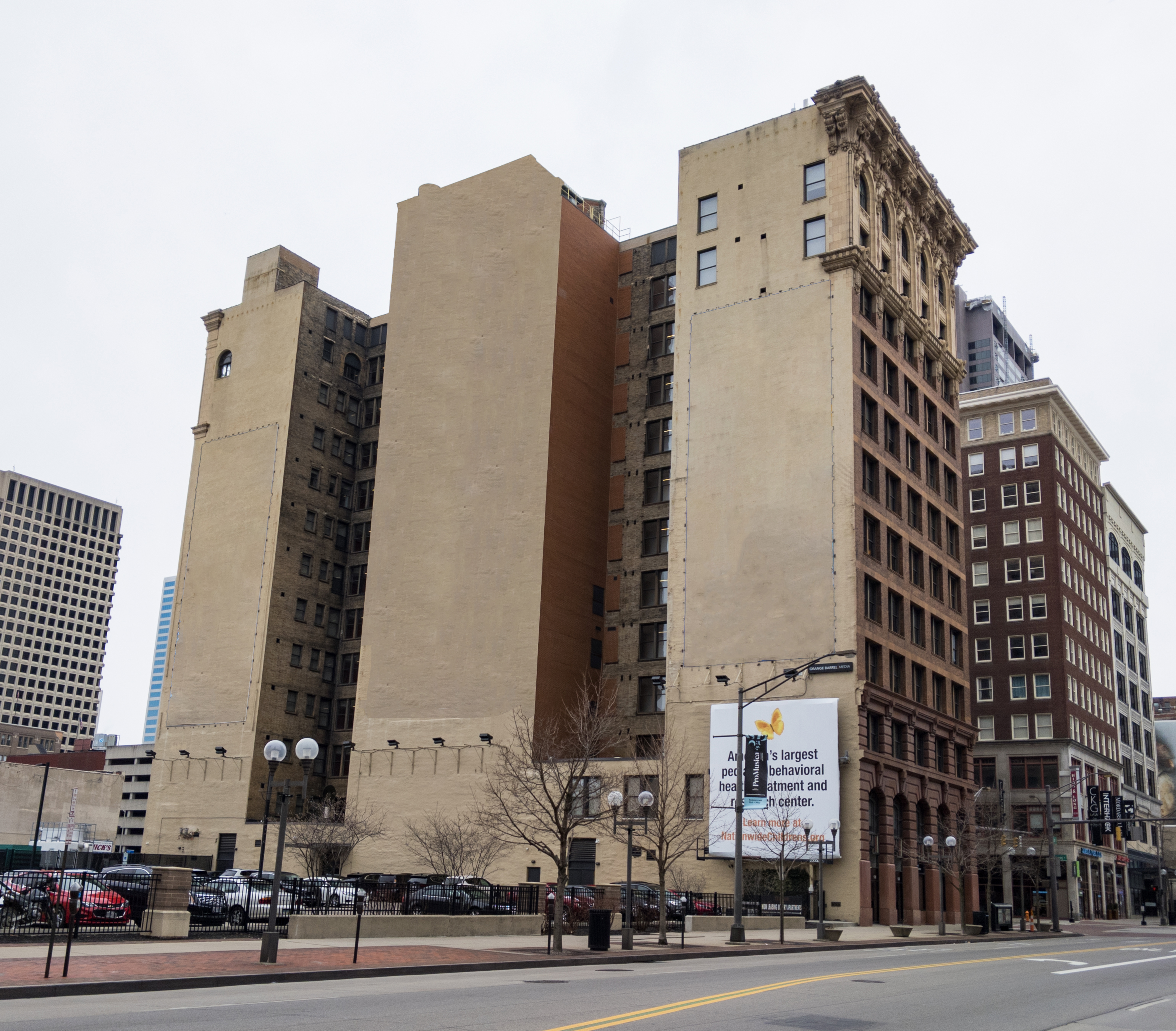
Vista de costado
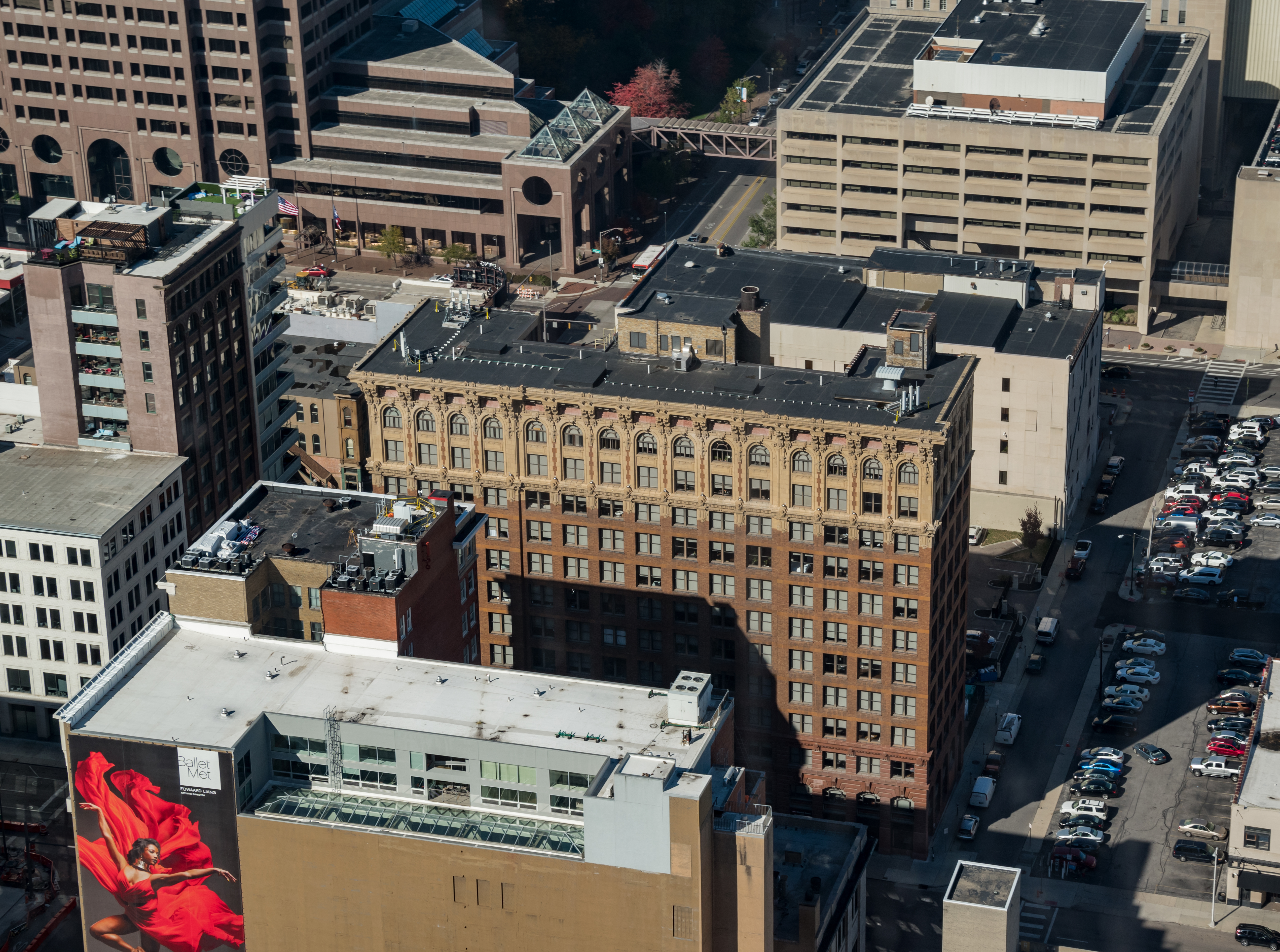
Vista desde la Rhodes State Office Tower